# Valeur de marché
 (octobre 2018).
En général, en économie, l’expression « valeur de marché » indique la contrevaleur (d’habitude exprimée en termes monétaires) d’un bien dans le cadre de la vente du même bien dans un marché liquide et entre parties bien informées. Par conséquent, la valeur de marché est déterminée tout d’abord par la valeur matérielle du bien lui-même, corrigée par d’autres facteurs, comme la loi de la demande et de l’offre. Elle est ensuite définie également par la volonté de l’acheteur d’acquérir et par la volonté du propriétaire du bien de vendre. La valeur de marché est donc fournie par la quantité de monnaie qu’on échange contre un bien donné.
Sur la base du libellé de l’article 4, alinéa 1, point 76) du Règlement (UE) 575/2013, la valeur de marché désigne : « pour un bien immobilier, l'estimation du prix auquel le bien devrait s'échanger à la date de l'évaluation, entre un acheteur et un vendeur consentants dans le cadre d'une transaction effectuée dans des conditions de concurrence normale, où chaque partie agit en pleine connaissance de cause, de façon prudente et sans contrainte, à l'issue d'un processus de commercialisation approprié ».
Dans certains domaines, comme dans le secteur immobilier, cette valeur est obtenue à travers une évaluation immobilière, qui conduit à déterminer la valeur du bien. Toutefois, cette dernière ne constitue pas, en soi, la valeur du marché, mais elle n’est qu’un point de départ pour sa détermination définitive. Parmi les sept valeurs (valeur de marché, valeur de coût, valeur de capitalisation, valeur de transformation, valeur de substitution, valeur complémentaire et valeur d’usage sociale), la valeur de marché et la valeur de coût sont « fondamentales », tandis que les autres sont « secondaires » ou « dérivées », du moment qu’elles résultent de la valeur de marché et de la valeur de coût.

## En économie
La notion de valeur de marché devient particulièrement importante dans la négociation de titres ayant une valeur nominale, comme les actions ou les parts de sociétés de capitaux. Dans ce cas, la valeur de marché est déterminée sur la base du patrimoine de la société elle-même, sur sa position sur le
marché de référence, sur des paramètres de rentabilité et sur les attentes des opérateurs sur l’évolution future, mais également sur les contingences économiques créées. À ce propos, on peut citer, comme un exemple parmi beaucoup d’autres, les crises temporaires de liquidité qui créent des effets de distorsion sur les marchés des capitaux.
Toutefois, l’analyse de la valeur de marché des actions est inévitablement liée aux évaluations du cours futur des titres ou, pour mieux dire, à l’estimation de la valeur future dans des moments postérieurs à l’instant d’évaluation. Les techniques de base les plus utilisées sont celles qui sont fondées d’un côté sur les modèles stochastiques, théorisés vers le début des années 1970. Les plus célèbres sont la Méthode de Monte-Carlo, le
Modèle binomial de Cox-Ross- Rubinstein, le Modèle Black-Scholes (employés principalement pour l’estimation de la valeur des dérivés) et le Modèle CIR (indiqué surtout pour ce qui concerne le comportement des taux d'intérêt). De l’autre côté, les autres techniques se basent sur des modèles comme le MEDAF et le Modèle d’Évaluation par Arbitrage (MEA), mieux connu sous le nom d’APT (Arbitrage Pricing Theory), ou des modèles multifactoriels.
Dans le cas des sociétés par actions cotées à la Bourse des valeurs, pour la détermination de la valeur de marché, on considère la cotation des actions (d’habitude une moyenne des prix dans une période définie et proche de l’acte de vente), le cas échéant avec l’aide de l’une ou plusieurs sociétés de conseil, très souvent une banque d’affaires. Ces entreprises de conseil utilisent des systèmes d’évaluation qui se basent sur la mise en œuvre de certaines techniques comme celle des multiples de marché et celle sur l’estimation des flux de trésorerie attendus.Un autre cas peut être celui des obligations, elles aussi parfois cotées en Bourse, où la valeur de marché est déterminée par l’attractivité du titre : notation de l’emprunteur, taux d'intérêt payé, durée, éventuelle convertibilité en actions, facilité de négociation.
Il faut également préciser que la valeur de marché d’un titre peut être différente de la valeur nominale, même dans une mesure considérable. À ce propos, sur le marché, il existe des instruments financiers appelés « dérivés » (options européennes, options américaines, options asiatiques et options exotiques) ou « dérivés structurés » (si leur complexité amène l’évaluateur à décomposer l’instrument en « dérivés de base ») dont, lors de la souscription, on ne connait pas exactement la valeur future, mais dont on peut seulement faire une estimation à
travers l’utilisation des techniques ci-dessus. Il faut toutefois établir des hypothèses de base, qui doivent être inévitablement prises en compte pour la validité des résultats obtenus.

## Dans le secteur immobilier
Pour ce qui concerne l’estimation immobilière, la valeur de marché représente une valeur d’estimation définie clairement par les standards internationaux d’évaluation. On peut trouver encore d’autres définitions de « valeur de marché » données par des organismes, des institutions et des organisations du domaine économique et financier.Par exemple, selon la Fédération Bancaire Française, la valeur de marché est le « Prix auquel un bien peut être vendu
s’il existe un marché actif d’échanges ouvert ».D’autres définitions proviennent également de sources étrangères.
Selon le Codice delle Valutazioni Immobiliari - Italian Property Valuation Standard (Code des évaluations immobilières), la valeur de marché (VM) est le montant estimé pour lequel un immeuble donné peut être vendu à la date de l’évaluation entre un acheteur et un vendeur, du moment que les deux sujets sont non conditionnés, indépendants et avec des intérêts opposés, après une adéquate activité de marketing pendant laquelle les parties ont agi avec la même capacité, avec prudence et sans aucune contrainte.
La Banca d’Italia (Banque d'Italie), dans ses règles de surveillance des banques, a donné aussi sa définition.
Selon ses dispositions, la valeur de marché est le montant estimé auquel l’immeuble serait vendu à la date de l’évaluation dans une opération entre un vendeur et un acquéreur consentants, dans des conditions normales de marché, après une promotion commerciale appropriée, dans laquelle les parties ont agi en connaissance de cause, avec prudence et sans aucune contrainte.